# 八幡山古墳 (前橋市)
八幡山古墳（はちまんやまこふん、前橋八幡山古墳）は、群馬県前橋市朝倉町にある古墳。形状は前方後方墳。朝倉・広瀬古墳群を構成する古墳の1つ。国の史跡に指定されている。

## 概要
- 墳丘全長 130m[1]
- 後方部 幅72m、高さ12m
- 前方部 幅59m、高さ8m

広瀬川右岸の河岸線にほぼ平行して、前方部を東南に向けて位置する。前方部約200mの地には前橋天神山古墳が位置しており、両墳が継起的関係を持って毛野の地に出現した初期古墳であることが推定できる。墳丘盛土下に浅間山の噴火に伴うC軽石層がみられることから、古墳の築造は4世紀の半ばから後半と推定される。
前方後方墳としては東日本最大、全国でも有数の規模を有する。葺石は河原石で墳丘斜面全体に敷設されていたと推定されるが、特に墳丘裾部の根石は直径30cmを超えるような大型石材を石垣状に配列している。周堀は浅い空堀である。段築は確認されていない。
主体部は不明であるが、後方部に礫床が存在するという伝えもあり、竪穴系主体部が存在したことは確かである。
昭和24年（1949年）に国の史跡に指定された。